# Carantec
Carantec (Karanteg trong Breton) là một xã của tỉnh Finistère, thuộc vùng Bretagne, miền tây bắc Pháp.

## Dân số
Người dân ở Carantec được gọi là Carantécois.